# Prophasiane flumenata
Prophasiane flumenata là một loài bướm đêm trong họ Geometridae.